# Hokej na lodzie na Zimowych Igrzyskach Olimpijskich 2022 – kwalifikacje kobiet
Kwalifikacje do Zimowych Igrzysk Olimpijskich w 2022 roku, których celem było wyłonienie trzech kobiecych reprezentacji hokejowych na turniej olimpijski w Pekinie. Podział na grupy kwalifikacyjne został przeprowadzony w oparciu o mistrzostwa świata z 2020 roku. Rozegrano siedem turniejów w tym trzy, z których zwycięzcy uzyskali kwalifikacje na igrzyska. IIHF przewidziała bezpośrednią kwalifikację dla gospodarza turnieju, Chin.
Bezpośredni awans na igrzyska olimpijskie zapewniło sobie sześć najwyżej sklasyfikowanych w rankingu IIHF reprezentacji.

## Zakwalifikowane drużyny
| Rodzaj kwalifikacji | Termin                            | Miejsce       | Miejsca | Zakwalifikowani                                                                             |
| --- | --------------------------------- | ------------- | ------- | ------------------------------------------------------------------------------------------- |
| Ranking IIHF 2020 obejmujący turnieje: Mistrzostwa Świata 2017 Igrzyska Olimpijskie 2018 Mistrzostwa Świata 2018 Mistrzostwa Świata 2019 Mistrzostwa Świata 2020 | 12 grudnia 2016– 10 kwietnia 2020 | Halifax Truro | 6       | Stany Zjednoczone · Kanada · Finlandia · Rosyjski Komitet Olimpijski · Szwajcaria · Japonia |
| Zwycięzca turnieju kwalifikacyjnego | 11-14 listopada 2021              | Chomutov      | 1       | Czechy                                                                                      |
| Zwycięzca turnieju kwalifikacyjnego | 11-14 listopada 2021              | Füssen        | 1       | Dania                                                                                       |
| Zwycięzca turnieju kwalifikacyjnego | 11-14 listopada 2021              | Luleå         | 1       | Szwecja                                                                                     |
| Gospodarz igrzysk |                                   |               | 1       | Chiny                                                                                       |

## Pierwsza runda kwalifikacji
Do pierwszej rundy kwalifikacji zgłosiły się zespoły: Islandii, Hongkongu, Bułgarii, Litwy. Początkowo turniej zaplanowany był w dniach 17-19 grudnia 2020, lecz z powodu pandemii COVID-19 został przełożony na 26-29 sierpnia 2021 roku. Gospodarzem został Islandzki Reykjavík. 9 sierpnia 2021 z kwalifikacji wycofały się zespoły: Hongkongu, Bułgarii, Litwy wobec czego drużyna Islandii automatycznie awansowała do drugiej fazy eliminacji. 

## Druga runda kwalifikacyjna
Rozgrywki grup F, G i H rozegrane zostały w dniach 7–10 października 2021 odpowiednio w brytyjskim Nottingham, we włoskim Pellice oraz w Bytomiu. Zwycięzcy turniejów awansowali do trzeciej rundy kwalifikacji. Początkowo turniej grupy F miał odbyć się w koreańskim Gangneung, lecz z 3 września 2021 została podjęta decyzja o przeniesieniu turnieju do brytyjskiego Nottingham, z powodu restrykcji związanych z Covid-19, obowiązujących w Korei Południowej.
Grupa F
| Lp. | Zespół           | M | Pkt | W | WpD | PpD | P | G + | G – | +/- |
| --- | ---------------- | - | --- | - | --- | --- | - | --- | --- | --- |
| 1   | Korea Południowa | 3 | 6   | 2 | 0   | 0   | 1 | 13  | 1   | +12 |
| 2   | Wielka Brytania  | 3 | 6   | 2 | 0   | 0   | 1 | 7   | 2   | +5  |
| 3   | Słowenia         | 3 | 6   | 2 | 0   | 0   | 1 | 8   | 6   | +2  |
| 4   | Islandia         | 3 | 0   | 0 | 0   | 0   | 3 | 2   | 21  | -19 |

Lp. = lokata, M = liczba rozegranych spotkań, Pkt = Liczba zdobytych punktów, W = Wygrane, WpD = Wygrane po dogrywce lub karnych, PpD = Porażki po dogrywce lub karnych, P = Porażki, G+ = Gole strzelone, G- = Gole stracone, +/- = bilans bramek
| 7 października 2021 | Słowenia | 0:3 | Korea Południowa | Motorpoint Arena, Nottingham |

| Szczegóły      | Szczegóły  | Szczegóły       | Szczegóły                                              | Szczegóły                                                                                        |
| -------------- | ---------- | --------------- | ------------------------------------------------------ | ------------------------------------------------------------------------------------------------ |
| Godzina: 14:00 |            | (0:0, 0:2, 0:1) | 34:00 (EQ) Lee E. 34:55 (EQ) Lee E. 58:43 (EQ) S. Kang | Widzów: 360 Sędzia główny: Elise Harbitz-Rasmussen Sędziowie liniowi: Faye Andrews Maren Frohaug |
| Godzina: 14:00 | 8 min. kar |                 | 12 min. kar                                            | Widzów: 360 Sędzia główny: Elise Harbitz-Rasmussen Sędziowie liniowi: Faye Andrews Maren Frohaug |

| 7 października 2021 | Wielka Brytania | 5:0 | Islandia | Motorpoint Arena, Nottingham |

| Szczegóły      | Szczegóły                                                                                             | Szczegóły       | Szczegóły  | Szczegóły                                                                                          |
| -------------- | --- | --------------- | ---------- | -------------------------------------------------------------------------------------------------- |
| Godzina: 19:15 | K. Gale (EQ) 09:39 B. Hill (PP) 12:52 A. Headland (EQ) 31:47 S. Allen (PP) 44:09 C. Traill (PP) 56:37 | (2:0, 1:0, 2:0) |            | Widzów: 783 Sędzia główny: Agnese Karklina Sędziowie liniowi: Loise Lybak Larsen Veronica Lovensno |
| Godzina: 19:15 | 4 min. kar                                                                                            |                 | 8 min. kar | Widzów: 783 Sędzia główny: Agnese Karklina Sędziowie liniowi: Loise Lybak Larsen Veronica Lovensno |

| 8 października 2021 | Korea Południowa | 10:0 | Islandia | Motorpoint Arena, Nottingham |

| Szczegóły      | Szczegóły | Szczegóły       | Szczegóły   | Szczegóły                                                                                    |
| -------------- | --- | --------------- | ----------- | -------------------------------------------------------------------------------------------- |
| Godzina: 14:00 | Song Y. (EQ) 08:44 Park J. (EQ) 10:37 Lee E. (PP) 13:12 Choi S. (EQ) 21:45 Park C. (EQ) 23:31 Park Y. (PP) 28:31 Choi J. (PP) 46:29 Kim S. (EQ) 48:11 Kim H. (SH2) 54:06 Choi J. (EQ) 54:56 | (3:0, 3:0, 4:0) |             | Widzów: 480 Sędzia główny: Hanna Aberg Sędziowie liniowi: Lorna Beresford Loise Lybak Larsen |
| Godzina: 14:00 | 6 min. kar |                 | 12 min. kar | Widzów: 480 Sędzia główny: Hanna Aberg Sędziowie liniowi: Lorna Beresford Loise Lybak Larsen |

| 8 października 2021 | Wielka Brytania | 1:2 | Słowenia | Motorpoint Arena, Nottingham |

| Szczegóły      | Szczegóły          | Szczegóły       | Szczegóły                                  | Szczegóły                                                                                              |
| -------------- | ------------------ | --------------- | ------------------------------------------ | --- |
| Godzina: 19:00 | L. Beal (PP) 19:17 | (1:0, 0:2, 0:0) | 29:47 (EQ) P. Pren 31:39 (EQ) J. Blazinšek | Widzów: 1027 Sędzia główny: Elise Harbitz-Rasmussen Sędziowie liniowi: Maren Frohaug Veronica Lovensno |
| Godzina: 19:00 | 12 min. kar        |                 | 10 min. kar                                | Widzów: 1027 Sędzia główny: Elise Harbitz-Rasmussen Sędziowie liniowi: Maren Frohaug Veronica Lovensno |

| 10 października 2021 | Islandia | 2:6 | Słowenia | Motorpoint Arena, Nottingham |

| Szczegóły      | Szczegóły                                               | Szczegóły       | Szczegóły | Szczegóły                                                                                  |
| -------------- | ------------------------------------------------------- | --------------- | --- | ------------------------------------------------------------------------------------------ |
| Godzina: 13:00 | K. Garðarsdóttir (PP) 01:39 K. Garðarsdóttir (SH) 23:07 | (1:1, 1:2, 0:3) | 04:16 (EQ) J. Blazinšek 36:34 (EQ) S. Confidenti 39:56 (EQ) P. Pren 40:29 (EQ) J. Blazinšek 57:15 (PP) E. Dukarič 58:53 (EQ) P. Pren | Widzów: 624 Sędzia główny: Agnese Karklina Sędziowie liniowi: Faye Andrews Lorna Beresford |
| Godzina: 13:00 | 8 min. kar                                              |                 | 10 min. kar | Widzów: 624 Sędzia główny: Agnese Karklina Sędziowie liniowi: Faye Andrews Lorna Beresford |

| 10 października 2021 | Korea Południowa | 0:1 | Wielka Brytania | Motorpoint Arena, Nottingham |

| Szczegóły      | Szczegóły   | Szczegóły       | Szczegóły           | Szczegóły                                                                                       |
| -------------- | ----------- | --------------- | ------------------- | ----------------------------------------------------------------------------------------------- |
| Godzina: 17:00 |             | (0:0, 0:1, 0:0) | 39:00 (PP) L. Adams | Widzów: 1700 Sędzia główny: Hanna Aberg Sędziowie liniowi: Loise Lybak Larsen Veronica Lovensno |
| Godzina: 17:00 | 10 min. kar |                 | 8 min. kar          | Widzów: 1700 Sędzia główny: Hanna Aberg Sędziowie liniowi: Loise Lybak Larsen Veronica Lovensno |

Grupa G
| Lp. | Zespół          | M | Pkt | W | WpD | PpD | P | G + | G – | +/- |
| --- | --------------- | - | --- | - | --- | --- | - | --- | --- | --- |
| 1   | Włochy          | 3 | 9   | 3 | 0   | 0   | 0 | 13  | 2   | +11 |
| 2   | Hiszpania       | 3 | 5   | 1 | 1   | 0   | 1 | 8   | 6   | +2  |
| 3   | Kazachstan      | 3 | 4   | 1 | 0   | 1   | 1 | 10  | 6   | +4  |
| 4   | Chińskie Tajpej | 3 | 0   | 0 | 0   | 0   | 3 | 1   | 18  | -17 |

Lp. = lokata, M = liczba rozegranych spotkań, Pkt = Liczba zdobytych punktów, W = Wygrane, WpD = Wygrane po dogrywce lub karnych, PpD = Porażki po dogrywce lub karnych, P = Porażki, G+ = Gole strzelone, G- = Gole stracone, +/- = bilans bramek
| 7 października 2021 | Kazachstan | 7:1 | Chińskie Tajpej | Olympic Ice Palace, Torre Pellice |

| Szczegóły      | Szczegóły | Szczegóły       | Szczegóły            | Szczegóły                                                                                   |
| -------------- | --- | --------------- | -------------------- | ------------------------------------------------------------------------------------------- |
| Godzina: 16:00 | T. Korolowa (EQ) 11:40 B. L. Berndsen (EQ) 16:39 K. L. Broad (EQ) 21:02 N. Filimonowa (EQ) 33:36 K. L. Broad (EQ) 38:15 B. L. Berndsen (EQ) 39:27 R. Rioux (EQ) 47:29 | (2:0, 4:1, 1:0) | 30:40 (EQ) Pan H.-N. | Widzów: 100 Sędzia główny: Marie Picavet Sędziowie liniowi: Ines Confidenti Danielle Rostan |
| Godzina: 16:00 | 4 min. kar |                 | 6 min. kar           | Widzów: 100 Sędzia główny: Marie Picavet Sędziowie liniowi: Ines Confidenti Danielle Rostan |

| 7 października 2021 | Hiszpania | 1:4 | Włochy | Olympic Ice Palace, Torre Pellice |

| Szczegóły      | Szczegóły                              | Szczegóły       | Szczegóły                                                                                  | Szczegóły                                                                              |
| -------------- | -------------------------------------- | --------------- | ------------------------------------------------------------------------------------------ | -------------------------------------------------------------------------------------- |
| Godzina: 20:15 | H. Fernandez de Romarategui (EQ) 21:03 | (0:3, 1:0, 0:1) | 01:35 (EQ) A. Caumo 10:03 (PP) A. Abatangelo 17:10 (PP) C. Furlani 57:01 (EQ) M. Mazzocchi | Widzów: 300 Sędzia główny: Ulrike Winklmayr Sędziowie liniowi: Jamie Monard Katja Mrak |
| Godzina: 20:15 | 20 min. kar                            |                 | 12 min. kar                                                                                | Widzów: 300 Sędzia główny: Ulrike Winklmayr Sędziowie liniowi: Jamie Monard Katja Mrak |

| 9 października 2021 | Kazachstan | 2:3 pk. | Hiszpania | Olympic Ice Palace, Torre Pellice |

| Szczegóły      | Szczegóły                                   | Szczegóły                 | Szczegóły                                                           | Szczegóły                                                                                   |
| -------------- | ------------------------------------------- | ------------------------- | ------------------------------------------------------------------- | ------------------------------------------------------------------------------------------- |
| Godzina: 16:00 | R. Rioux (EQ) 26:35 E. M. McLean (EQ) 51:27 | (0:0, 1:2, 1:0, 0:0, 0:1) | 26:49 (EQ) V. Muñoz 37:14 (PP2) E. Alvarez 65:00 (GWG) S. Scilipoti | Widzów: 150 Sędzia główny: Ulrike Winklmayr Sędziowie liniowi: Jamie Monard Danielle Rostan |
| Godzina: 16:00 | 16 min. kar                                 |                           | 8 min. kar                                                          | Widzów: 150 Sędzia główny: Ulrike Winklmayr Sędziowie liniowi: Jamie Monard Danielle Rostan |

| 9 października 2021 | Włochy | 7:0 | Chińskie Tajpej | Olympic Ice Palace, Torre Pellice |

| Szczegóły      | Szczegóły | Szczegóły       | Szczegóły   | Szczegóły                                                                                |
| -------------- | --- | --------------- | ----------- | ---------------------------------------------------------------------------------------- |
| Godzina: 20:15 | A. Caumo (EQ) 15:40 F. Stocker (EQ) 28:32 A. Caumo (EQ) 31:12 C. Furlani (PP) 43:26 A. Caumo (EQ) 48:34 M. Mazzocchi (EQ) 51:45 S. Gius (EQ) 55:03 | (1:0, 2:0, 4:0) |             | Widzów: 200 Sędzia główny: Melissa Boverio Sędziowie liniowi: Alexia Cheyroux Katja Mrak |
| Godzina: 20:15 | 2 min. kar |                 | 10 min. kar | Widzów: 200 Sędzia główny: Melissa Boverio Sędziowie liniowi: Alexia Cheyroux Katja Mrak |

| 10 października 2021 | Chińskie Tajpej | 0:4 | Hiszpania | Olympic Ice Palace, Torre Pellice |

| Szczegóły      | Szczegóły  | Szczegóły       | Szczegóły                                                                                                  | Szczegóły                                                                                |
| -------------- | ---------- | --------------- | --- | ---------------------------------------------------------------------------------------- |
| Godzina: 16:00 |            | (0:0, 0:3, 0:1) | 33:43 (SH) E. Aizpurua 38:32 (EQ) H. Fernandez de Romarategui 39:47 (EQ) S. Scilipoti 43:39 (EQ) P. Moreno | Widzów: 100 Sędzia główny: Melissa Boverio Sędziowie liniowi: Katja Mrak Danielle Rostan |
| Godzina: 16:00 | 6 min. kar |                 | 4 min. kar                                                                                                 | Widzów: 100 Sędzia główny: Melissa Boverio Sędziowie liniowi: Katja Mrak Danielle Rostan |

| 10 października 2021 | Włochy | 2:1 | Kazachstan | Olympic Ice Palace, Torre Pellice |

| Szczegóły      | Szczegóły                                 | Szczegóły       | Szczegóły               | Szczegóły                                                                                   |
| -------------- | ----------------------------------------- | --------------- | ----------------------- | ------------------------------------------------------------------------------------------- |
| Godzina: 20:15 | F. Stocker (PP) 42:27 A. Caumo (EQ) 50:00 | (0:1, 0:0, 2:0) | 03:45 (EQ) Ł. Swiridowa | Widzów: 300 Sędzia główny: Marie Picavet Sędziowie liniowi: Alexia Cheyroux Ines Confidenti |
| Godzina: 20:15 | 10 min. kar                               |                 | 12 min. kar             | Widzów: 300 Sędzia główny: Marie Picavet Sędziowie liniowi: Alexia Cheyroux Ines Confidenti |

Grupa H
| Lp. | Zespół   | M | Pkt | W | WpD | PpD | P | G + | G – | +/- |
| --- | -------- | - | --- | - | --- | --- | - | --- | --- | --- |
| 1   | Polska   | 3 | 9   | 3 | 0   | 0   | 0 | 23  | 3   | +20 |
| 2   | Holandia | 3 | 6   | 2 | 0   | 0   | 1 | 32  | 4   | +28 |
| 3   | Meksyk   | 3 | 3   | 1 | 0   | 0   | 2 | 8   | 16  | -8  |
| 4   | Turcja   | 3 | 0   | 0 | 0   | 0   | 3 | 1   | 41  | -40 |

Lp. = lokata, M = liczba rozegranych spotkań, Pkt = Liczba zdobytych punktów, W = Wygrane, WpD = Wygrane po dogrywce lub karnych, PpD = Porażki po dogrywce lub karnych, P = Porażki, G+ = Gole strzelone, G- = Gole stracone, +/- = bilans bramek
| 7 października 2021 | Polska | 12:0 | Turcja | Arena Pułaskiego, Bytom |

| Szczegóły      | Szczegóły | Szczegóły       | Szczegóły  | Szczegóły |
| -------------- | --- | --------------- | ---------- | --- |
| Godzina: 15:30 | J. Zielińska (EQ) 01:04 I. Talanda (EQ) 04:23 W. Sikorska (EQ) 09:33 E. Czarnecka (PP) 11:45 K. Wieczorek (EQ) 11:59 K. Późniewska (EQ) 24:56 W. Sikorska (PP) 30:34 K. Późniewska (EQ) 33:00 K. Późniewska (SH) 35:32 W. Dziwo (EQ) 37:28 W. Sikorska (EQ) 54:30 O. Tomczok (EQ) 58:17 | (5:0, 5:0, 2:0) |            | Widzów: 250 Sędzia główny: Nikoleta Celarova Sędziowie liniowi: Claudia de la Pompa Carrera Wiktoria Kożewnikowa |
| Godzina: 15:30 | 2 min. kar |                 | 6 min. kar | Widzów: 250 Sędzia główny: Nikoleta Celarova Sędziowie liniowi: Claudia de la Pompa Carrera Wiktoria Kożewnikowa |

| 7 października 2021 | Holandia | 7:1 | Meksyk | Arena Pułaskiego, Bytom |

| Szczegóły      | Szczegóły | Szczegóły       | Szczegóły           | Szczegóły                                                                                  |
| -------------- | --- | --------------- | ------------------- | ------------------------------------------------------------------------------------------ |
| Godzina: 19:30 | K. Hamers (EQ) 12:30 J. Zwarthoed (EQ) 22:56 E. Even (PP) 29:56 K. Collard (EQ) 44:22 B. van Nes (PP) 47:55 M. Noe (EQ) 56:48 J. Zwarthoed (SH) 57:33 | (1:0, 2:1, 4:0) | 39:59 (EQ) J. Rojas | Widzów: 50 Sędzia główny: Radka Ruzickova Sędziowie liniowi: Natalia Suchanek Monika Szpyt |
| Godzina: 19:30 | 6 min. kar |                 | 14 min. kar         | Widzów: 50 Sędzia główny: Radka Ruzickova Sędziowie liniowi: Natalia Suchanek Monika Szpyt |

| 8 października 2021 | Turcja | 0:23 | Holandia | Arena Pułaskiego, Bytom |

| Szczegóły      | Szczegóły  | Szczegóły       | Szczegóły | Szczegóły                                                                                                |
| -------------- | ---------- | --------------- | --- | --- |
| Godzina: 16:00 |            | (0:8, 0:6, 0:9) | 01:15 (EQ) Z. Barbier 05:14 (EQ) B. van Nes 06:28 (EQ) M. Dijkema 10:03 (EQ) B. van Nes 10:29 (EQ) Z. Barbier 13:32 (EQ) J. Zwarthoed 16:55 (EQ) E. Even 17:57 (PP) B. van Nes 20:33 (EQ) H. Huisman 21:24 (PP) J. Zwarthoed 26:48 (EQ) I. Schollaardt 27:17 (EQ) Z. Barbier 29:58 (EQ) B. van Nes 37:24 (EQ) J. Zwarthoed 41:12 (EQ) B. van Nes 44:35 (EQ) N. Tjin-A-Ton 45:01 (EQ) K. Hamers 47:51 (PP) J. Zwarthoed 52:58 (EQ) B. van Nes 53:53 (EQ) M. Dijkema 54:42 (EQ) L. Haverkorn 58:04 (EQ) B. van Nes 58:58 (SH) I. Schollaardt | Widzów: 50 Sędzia główny: Svenja Strohmenger Sędziowie liniowi: Claudia de la Pompa Carrera Monika Szpyt |
| Godzina: 16:00 | 6 min. kar |                 | 4 min. kar | Widzów: 50 Sędzia główny: Svenja Strohmenger Sędziowie liniowi: Claudia de la Pompa Carrera Monika Szpyt |

| 8 października 2021 | Polska | 8:1 | Meksyk | Arena Pułaskiego, Bytom |

| Szczegóły      | Szczegóły | Szczegóły       | Szczegóły            | Szczegóły                                                                                     |
| -------------- | --- | --------------- | -------------------- | --------------------------------------------------------------------------------------------- |
| Godzina: 20:00 | J. Strzelecka (EQ) 03:51 W. Sikorska (EQ) 05:51 K. Wieczorek (PP) 07:18 E. Czarnecka (PP) 08:21 K. Chrapek (PP) 15:56 M. Łąpieś (EQ) 37:48 K. Wieczorek (EQ) 44:58 K. Chrapek (PP) 51:22 | (5:0, 1:1, 2:0) | 39:26 (EQ) C. Tellez | Widzów: 250 Sędzia główny: Radka Ruzickova Sędziowie liniowi: Anja Klemm Wiktoria Kożewnikowa |
| Godzina: 20:00 | 6 min. kar |                 | 12 min. kar          | Widzów: 250 Sędzia główny: Radka Ruzickova Sędziowie liniowi: Anja Klemm Wiktoria Kożewnikowa |

| 10 października 2021 | Holandia | 2:3 | Polska | Arena Pułaskiego, Bytom |

| Szczegóły      | Szczegóły                                   | Szczegóły       | Szczegóły                                                             | Szczegóły                                                                                              |
| -------------- | ------------------------------------------- | --------------- | --------------------------------------------------------------------- | --- |
| Godzina: 12:15 | I. Schollaardt (PP) 24:31 M. Noe (EQ) 50:02 | (0:0, 1:0, 1:3) | 52:47 (EQ) K. Późniewska 54:14 (EQ) W. Sikorska 54:32 (EQ) K. Chrapek | Widzów: 300 Sędzia główny: Nikoleta Celarova Sędziowie liniowi: Claudia de la Pompa Carrera Anja Klemm |
| Godzina: 12:15 | 18 min. kar                                 |                 | 12 min. kar                                                           | Widzów: 300 Sędzia główny: Nikoleta Celarova Sędziowie liniowi: Claudia de la Pompa Carrera Anja Klemm |

| 10 października 2021 | Meksyk | 6:1 | Turcja | Arena Pułaskiego, Bytom |

| Szczegóły      | Szczegóły | Szczegóły       | Szczegóły           | Szczegóły                                                                                     |
| -------------- | --- | --------------- | ------------------- | --------------------------------------------------------------------------------------------- |
| Godzina: 16:15 | M. Chávez (EQ) 01:17 M. Chávez (EQ) 41:39 M. Chávez (EQ) 45:25 C. Tellez (EQ) 46:24 C. Tellez (EQ) 51:14 J. Rojas (EQ) 59:19 | (1:0, 0:1, 5:0) | 33:26 (EQ) A. Koçak | Widzów: 50 Sędzia główny: Svenja Strohmenger Sędziowie liniowi: Natalia Suchanek Monika Szpyt |
| Godzina: 16:15 | 4 min. kar |                 | 6 min. kar          | Widzów: 50 Sędzia główny: Svenja Strohmenger Sędziowie liniowi: Natalia Suchanek Monika Szpyt |

## Finałowa runda kwalifikacyjna
Rozgrywki grup C, D i E zostały rozegrane w dniach 11–14 listopada 2021 odpowiednio w miejscowościach Chomutov w Czechach, w niemieckim Füssen oraz w szwedzkiej Luleå. Zwycięzcy awansowali do turnieju finałowego igrzysk olimpijskich.
Grupa C
| Lp. | Zespół   | M | Pkt | W | WpD | PpD | P | G + | G – | +/- |
| --- | -------- | - | --- | - | --- | --- | - | --- | --- | --- |
| 1   | Czechy   | 3 | 9   | 3 | 0   | 0   | 0 | 24  | 2   | +22 |
| 2   | Węgry    | 3 | 6   | 2 | 0   | 0   | 1 | 17  | 9   | +8  |
| 3   | Norwegia | 3 | 3   | 1 | 0   | 0   | 2 | 11  | 9   | +2  |
| 4   | Polska   | 3 | 0   | 0 | 0   | 0   | 3 | 2   | 34  | -32 |

Lp. = lokata, M = liczba rozegranych spotkań, Pkt = Liczba zdobytych punktów, W = Wygrane, WpD = Wygrane po dogrywce lub karnych, PpD = Porażki po dogrywce lub karnych, P = Porażki, G+ = Gole strzelone, G- = Gole stracone, +/- = bilans bramek
| 11 listopada 2021 | Węgry | 11:1 | Polska | Rocknet aréna, Chomutov |

| Szczegóły      | Szczegóły | Szczegóły       | Szczegóły              | Szczegóły                                                                                              |
| -------------- | --- | --------------- | ---------------------- | --- |
| Godzina: 12:00 | A. Huszák (PP) 12:39 E. Kreisz (EQ) 16:48 K. Jókai-Szilágyi (EQ) 19:04 E. Kreisz (PP) 20:25 M. Seregely (EQ) 22:37 T. Baker (PP) 24:37 P. Szamosfalvi (EQ) 37:25 M. Seregely (EQ) 53:59 T. Baker (EQ) 55:22 I. Horvath (EQ) 56:00 M. Seregely (EQ) 57:40 | (3:1, 4:0, 4:0) | 10:17 (PP) W. Sikorska | Widzów: 110 Sędzia główny: Daria Jermak Kaisa Ketonen Sędziowie liniowi: Polina Daniłowa Linnea Sainio |
| Godzina: 12:00 | 14 min. kar |                 | 16 min. kar            | Widzów: 110 Sędzia główny: Daria Jermak Kaisa Ketonen Sędziowie liniowi: Polina Daniłowa Linnea Sainio |

| 11 listopada 2021 | Czechy | 3:1 | Norwegia | Rocknet aréna, Chomutov |

| Szczegóły      | Szczegóły                                                             | Szczegóły       | Szczegóły           | Szczegóły                                                                                           |
| -------------- | --------------------------------------------------------------------- | --------------- | ------------------- | --------------------------------------------------------------------------------------------------- |
| Godzina: 16:00 | A. Mills (EQ/EA) 10:59 D. Pejšová (EQ) 16:35 A. Lédlová (EQ/EA) 42:21 | (2:1, 0:0, 1:0) | 16:16 (EQ) A. Dalen | Widzów: 753 Sędzia główny: Jelena Iwanowa Chelsea Rapin Sędziowie liniowi: Alex Blair Diana Mochowa |
| Godzina: 16:00 | 4 min. kar                                                            |                 | 6 min. kar          | Widzów: 753 Sędzia główny: Jelena Iwanowa Chelsea Rapin Sędziowie liniowi: Alex Blair Diana Mochowa |

| 13 listopada 2021 | Polska | 0:16 | Czechy | Rocknet aréna, Chomutov |

| Szczegóły      | Szczegóły   | Szczegóły       | Szczegóły | Szczegóły                                                                                              |
| -------------- | ----------- | --------------- | --- | --- |
| Godzina: 16:00 |             | (0:5, 0:7, 0:4) | 00:52 (EQ) A. Mills 01:58 (EQ) D. Lásková 06:02 (EQ) N. Neubauerová 15:27 (EQ) A. Mills 17:33 (EQ) N. Neubauerová 23:03 (EQ) K. Mrázová 26:38 (EQ) N. Mlýnková 28:07 (EQ) S. A. Kolowratová 32:07 (PP) K. Erbanová 32:52 (EQ) K. Hymlárová 38:51 (PP2) L. Serdar 39:34 (PP2) K. Mrázová 40:57 (EQ) S. Čajanová 48:41 (EQ) K. Hymlárová 54:39 (PP) A. Lédlová 58:24 (EQ) N. Neubauerová | Widzów: 1139 Sędzia główny: Daria Jermak Jelena Iwanowa Sędziowie liniowi: Diana Mochowa Linnea Sainio |
| Godzina: 16:00 | 14 min. kar |                 | 4 min. kar | Widzów: 1139 Sędzia główny: Daria Jermak Jelena Iwanowa Sędziowie liniowi: Diana Mochowa Linnea Sainio |

| 13 listopada 2021 | Węgry | 5:3 | Norwegia | Rocknet aréna, Chomutov |

| Szczegóły      | Szczegóły | Szczegóły       | Szczegóły                                                              | Szczegóły                                                                                                   |
| -------------- | --- | --------------- | ---------------------------------------------------------------------- | --- |
| Godzina: 20:00 | R. Metzler (EQ) 22:05 F. Gasparics (EQ) 35:17 K. Jókai-Szilágyi (PP) 49:43 E. Kreisz (PP) 55:14 M. Seregely (EQ/ENG) 58:27 | (0:0, 2:3, 3:0) | 26:03 (PP2) M. Haug Hansen 26:31 (PP) M. Fischer 28:06 (PP) M. Fischer | Widzów: 250 Sędzia główny: Kaisa Ketonen Lacey Senuk Sędziowie liniowi: Polina Daniłowa Jacqueline Spresser |
| Godzina: 20:00 | 10 min. kar |                 | 10 min. kar                                                            | Widzów: 250 Sędzia główny: Kaisa Ketonen Lacey Senuk Sędziowie liniowi: Polina Daniłowa Jacqueline Spresser |

| 14 listopada 2021 | Czechy | 5:1 | Węgry | Rocknet aréna, Chomutov |

| Szczegóły      | Szczegóły | Szczegóły       | Szczegóły            | Szczegóły                                                                                               |
| -------------- | --- | --------------- | -------------------- | --- |
| Godzina: 16:00 | K. Hymlárová (EQ) 01:24 L. Serdar (EQ) 12:15 V. Přibylová (SH) 13:55 S. A. Kolowratová (EQ) 27:30 D. Křížová (PP) 55:30 | (3:0, 1:0, 1:1) | 57:59 (EQ) A. Huszák | Widzów: 1853 Sędzia główny: Chelsea Rapin Lacey Senuk Sędziowie liniowi: Alex Blair Jacqueline Spresser |
| Godzina: 16:00 | 8 min. kar |                 | 14 min. kar          | Widzów: 1853 Sędzia główny: Chelsea Rapin Lacey Senuk Sędziowie liniowi: Alex Blair Jacqueline Spresser |

| 14 listopada 2021 | Norwegia | 7:1 | Polska | Rocknet aréna, Chomutov |

| Szczegóły      | Szczegóły | Szczegóły       | Szczegóły               | Szczegóły                                                                                              |
| -------------- | --- | --------------- | ----------------------- | --- |
| Godzina: 20:00 | T. Jørgensen (EQ) 05:42 M. Fischer (EQ) 06:35 M. Fischer (EQ) 21:01 M. Haug Hansen (PP) 31:01 L. Bialik (EQ) 40:38 M. Fischer (EQ) 52:08 A. Dalen (EQ) 58:06 | (2:0, 2:1, 3:0) | 32:22 (PP) E. Czarnecka | Widzów: 110 Sędzia główny: Daria Jermak Kaisa Ketonen Sędziowie liniowi: Polina Daniłowa Linnea Sainio |
| Godzina: 20:00 | 17 min. kar |                 | 2 min. kar              | Widzów: 110 Sędzia główny: Daria Jermak Kaisa Ketonen Sędziowie liniowi: Polina Daniłowa Linnea Sainio |

Grupa D
| Lp. | Zespół  | M | Pkt | W | WpD | PpD | P | G + | G – | +/- |
| --- | ------- | - | --- | - | --- | --- | - | --- | --- | --- |
| 1   | Dania   | 3 | 7   | 2 | 0   | 1   | 0 | 7   | 3   | +4  |
| 2   | Austria | 3 | 6   | 2 | 0   | 0   | 1 | 9   | 2   | +7  |
| 3   | Niemcy  | 3 | 5   | 1 | 1   | 0   | 1 | 7   | 6   | +1  |
| 4   | Włochy  | 3 | 0   | 0 | 0   | 0   | 3 | 2   | 14  | -12 |

Lp. = lokata, M = liczba rozegranych spotkań, Pkt = Liczba zdobytych punktów, W = Wygrane, WpD = Wygrane po dogrywce lub karnych, PpD = Porażki po dogrywce lub karnych, P = Porażki, G+ = Gole strzelone, G- = Gole stracone, +/- = bilans bramek
| 11 listopada 2021 | Niemcy | 0:3 | Austria | Arena Füssen, Füssen |

| Szczegóły      | Szczegóły  | Szczegóły       | Szczegóły                                                       | Szczegóły                                                                                              |
| -------------- | ---------- | --------------- | --------------------------------------------------------------- | --- |
| Godzina: 17:15 |            | (0:1, 0:1, 0:1) | 18:35 (SH) T. Schafzahl 34:38 (PP) J. Weber 54:55 (EQ) J. Weber | Widzów: 386 Sędzia główny: Nikoleta Celárová Anna Wiegand Sędziowie liniowi: Kristin Moore Sara Strong |
| Godzina: 17:15 | 4 min. kar |                 | 16 min. kar                                                     | Widzów: 386 Sędzia główny: Nikoleta Celárová Anna Wiegand Sędziowie liniowi: Kristin Moore Sara Strong |

| 11 listopada 2021 | Dania | 4:0 | Włochy | Arena Füssen, Füssen |

| Szczegóły      | Szczegóły                                                                              | Szczegóły       | Szczegóły   | Szczegóły                                                                                           |
| -------------- | -------------------------------------------------------------------------------------- | --------------- | ----------- | --------------------------------------------------------------------------------------------------- |
| Godzina: 20:45 | J. Jakobsen (EQ) 17:42 J. Jakobsen (EQ) 36:19 J. Persson (PP) 39:02 M. Weis (EQ) 46:47 | (1:0, 2:0, 1:0) |             | Widzów: 78 Sędzia główny: Tijana Haack Elizabeth Mantha Sędziowie liniowi: Lisa Linnek Justine Todd |
| Godzina: 20:45 | 6 min. kar                                                                             |                 | 10 min. kar | Widzów: 78 Sędzia główny: Tijana Haack Elizabeth Mantha Sędziowie liniowi: Lisa Linnek Justine Todd |

| 13 listopada 2021 | Włochy | 1:4 | Niemcy | Arena Füssen, Füssen |

| Szczegóły      | Szczegóły             | Szczegóły       | Szczegóły                                                                                       | Szczegóły |
| -------------- | --------------------- | --------------- | ----------------------------------------------------------------------------------------------- | --- |
| Godzina: 12:00 | C. Furlani (PP) 24:04 | (0:1, 1:1, 0:2) | 03:05 (EQ) N. Eisenschmid 29:30 (EQ) L. Welcke 47:16 (EQ) M. Delarbre 51:46 (PP) K. Jobst-Smith | Widzów: 452 Sędzia główny: Nikoleta Celárová Elizabeth Mantha Sędziowie liniowi: Julia Kainberger Sara Strong |
| Godzina: 12:00 | 16 min. kar           |                 | 12 min. kar                                                                                     | Widzów: 452 Sędzia główny: Nikoleta Celárová Elizabeth Mantha Sędziowie liniowi: Julia Kainberger Sara Strong |

| 13 listopada 2021 | Dania | 1:0 | Austria | Arena Füssen, Füssen |

| Szczegóły      | Szczegóły            | Szczegóły       | Szczegóły   | Szczegóły                                                                                            |
| -------------- | -------------------- | --------------- | ----------- | --- |
| Godzina: 15:30 | M. Peters (PP) 37:37 | (0:0, 1:0, 0:0) |             | Widzów: 207 Sędzia główny: Tijana Haack Cianna Lieffers Sędziowie liniowi: Lisa Linnek Kristin Moore |
| Godzina: 15:30 | 4 min. kar           |                 | 10 min. kar | Widzów: 207 Sędzia główny: Tijana Haack Cianna Lieffers Sędziowie liniowi: Lisa Linnek Kristin Moore |

| 14 listopada 2021 | Niemcy | 3:2 pk. | Dania | Arena Füssen, Füssen |

| Szczegóły      | Szczegóły                                                          | Szczegóły                 | Szczegóły                                 | Szczegóły                                                                                                 |
| -------------- | ------------------------------------------------------------------ | ------------------------- | ----------------------------------------- | --- |
| Godzina: 12:00 | T. Eisenschmid (EQ) 30:24 L. Welcke (PP) 34:15 J. Zorn (GWG) 65:00 | (0:0, 2:1, 0:1, 0:0, 1:0) | 39:18 (EQ) M. Frandsen 47:58 (EQ) S. Glud | Widzów: 565 Sędzia główny: Cianna Lieffers Anna Wiegand Sędziowie liniowi: Julia Kainberger Kristin Moore |
| Godzina: 12:00 | 4 min. kar                                                         |                           | 10 min. kar                               | Widzów: 565 Sędzia główny: Cianna Lieffers Anna Wiegand Sędziowie liniowi: Julia Kainberger Kristin Moore |

| 14 listopada 2021 | Austria | 6:1 | Włochy | Arena Füssen, Füssen |

| Szczegóły      | Szczegóły | Szczegóły       | Szczegóły             | Szczegóły                                                                                            |
| -------------- | --- | --------------- | --------------------- | --- |
| Godzina: 15:30 | A. Meixner (EQ) 12:38 J. Weber (EQ) 16:28 A. Fazokas (EQ) 34:48 A. Matzka (PP) 51:34 A. Matzka (EQ) 57:07 A. Trummer (SH) 59:45 | (2:1, 1:0, 3:0) | 03:35 (EQ) C. Furlani | Widzów: 89 Sędzia główny: Nikoleta Celárová Tijana Haack Sędziowie liniowi: Lisa Linnek Justine Todd |
| Godzina: 15:30 | 4 min. kar |                 | 4 min. kar            | Widzów: 89 Sędzia główny: Nikoleta Celárová Tijana Haack Sędziowie liniowi: Lisa Linnek Justine Todd |

Grupa E
| Lp. | Zespół           | M | Pkt | W | WpD | PpD | P | G + | G – | +/- |
| --- | ---------------- | - | --- | - | --- | --- | - | --- | --- | --- |
| 1   | Szwecja          | 3 | 9   | 3 | 0   | 0   | 0 | 21  | 2   | +19 |
| 2   | Francja          | 3 | 6   | 2 | 0   | 0   | 1 | 9   | 4   | +5  |
| 3   | Słowacja         | 3 | 3   | 1 | 0   | 0   | 2 | 8   | 7   | +1  |
| 4   | Korea Południowa | 3 | 0   | 0 | 0   | 0   | 3 | 1   | 26  | -25 |

Lp. = lokata, M = liczba rozegranych spotkań, Pkt = Liczba zdobytych punktów, W = Wygrane, WpD = Wygrane po dogrywce lub karnych, PpD = Porażki po dogrywce lub karnych, P = Porażki, G+ = Gole strzelone, G- = Gole stracone, +/- = bilans bramek
| 11 listopada 2021 | Francja | 4:0 | Korea Południowa | Coop Norrbotten Arena, Luleå |

| Szczegóły      | Szczegóły                                                                            | Szczegóły       | Szczegóły  | Szczegóły                                                                                                  |
| -------------- | ------------------------------------------------------------------------------------ | --------------- | ---------- | --- |
| Godzina: 15:00 | E. Duvin (EQ) 12:33 C. Rozier (EQ) 30:17 J. Mesplède (EQ) 33:37 C. Rozier (PP) 56:58 | (1:0, 2:0, 1:0) |            | Widzów: 112 Sędzia główny: Daria Abrosimowa Maria Furberg Sędziowie liniowi: Anna Hammar Veronica Lovensnö |
| Godzina: 15:00 | 10 min. kar                                                                          |                 | 8 min. kar | Widzów: 112 Sędzia główny: Daria Abrosimowa Maria Furberg Sędziowie liniowi: Anna Hammar Veronica Lovensnö |

| 11 listopada 2021 | Słowacja | 0:3 | Szwecja | Coop Norrbotten Arena, Luleå |

| Szczegóły      | Szczegóły  | Szczegóły       | Szczegóły                                                                   | Szczegóły                                                                                          |
| -------------- | ---------- | --------------- | --------------------------------------------------------------------------- | -------------------------------------------------------------------------------------------------- |
| Godzina: 19:00 |            | (0:1, 0:0, 0:2) | 19:42 (EQ) E. Nordin 40:43 (EQ) F. Wikner Zienkiewicz 48:26 (PP) J. Bouveng | Widzów: 1011 Sędzia główny: Kelly Cooke Agnese Kārkliņa Sędziowie liniowi: Kendall Hanley Wang Hui |
| Godzina: 19:00 | 4 min. kar |                 | 8 min. kar                                                                  | Widzów: 1011 Sędzia główny: Kelly Cooke Agnese Kārkliņa Sędziowie liniowi: Kendall Hanley Wang Hui |

| 13 listopada 2021 | Francja | 3:1 | Słowacja | Coop Norrbotten Arena, Luleå |

| Szczegóły      | Szczegóły                                                        | Szczegóły       | Szczegóły             | Szczegóły |
| -------------- | ---------------------------------------------------------------- | --------------- | --------------------- | --- |
| Godzina: 12:00 | E. Duvin (EQ) 01:22 G. Gendarme (EQ) 22:03 L. Baudrit (SH) 50:18 | (1:0, 1:0, 1:1) | 54:05 (PS) N. Čupková | Widzów: 157 Sędzia główny: Daria Abrosimowa Anniina Nurmi Sędziowie liniowi: Magdaléna Čerhitová Anna Hammar |
| Godzina: 12:00 | 6 min. kar                                                       |                 | 8 min. kar            | Widzów: 157 Sędzia główny: Daria Abrosimowa Anniina Nurmi Sędziowie liniowi: Magdaléna Čerhitová Anna Hammar |

| 13 listopada 2021 | Szwecja | 15:0 | Korea Południowa | Coop Norrbotten Arena, Luleå |

| Szczegóły      | Szczegóły | Szczegóły       | Szczegóły  | Szczegóły                                                                                         |
| -------------- | --- | --------------- | ---------- | ------------------------------------------------------------------------------------------------- |
| Godzina: 16:00 | O. Carlsson (EQ) 02:16 F. Wikner Zienkiewicz (EQ) 02:45 E. Nordin (EQ) 06:45 S. Hjalmarsson (EQ) 08:23 L. Ljungblom (EQ) 10:50 L. Hedin (EQ) 11:28 F. Wikner Zienkiewicz (EQ) 18:18 E. Nordin (EQ) 20:16 J. Bouveng (EQ) 27:10 S. Hjalmarsson (EQ) 36:32 F. Wikner Zienkiewicz (EQ) 37:53 S. Lundin (EQ) 44:36 L. Ljungblom (EQ) 45:52 E. Nordin (PP) 54:57 J. Fällman (EQ) 55:10 | (7:0, 4:0, 4:0) |            | Sędzia główny: Maria Furberg Agnese Kārkliņa Sędziowie liniowi: Jenni Heikkinen Veronica Lovensnö |
| Godzina: 16:00 | 6 min. kar |                 | 4 min. kar | Sędzia główny: Maria Furberg Agnese Kārkliņa Sędziowie liniowi: Jenni Heikkinen Veronica Lovensnö |

| 14 listopada 2021 | Korea Południowa | 1:7 | Słowacja | Coop Norrbotten Arena, Luleå |

| Szczegóły      | Szczegóły          | Szczegóły       | Szczegóły | Szczegóły                                                                                                  |
| -------------- | ------------------ | --------------- | --- | --- |
| Godzina: 12:00 | Choi J. (EQ) 17:19 | (1:4, 0:2, 0:1) | 03:22 (EQ) T. Korenková 05:08 (EQ) N. Čupková 10:55 (EQ) N. Čupková 13:17 (PP) L. Ištocyová 23:46 (EQ) L. Kubeková 35:53 (PP) J. Matejková 53:38 (EQ) L. Ištocyová | Widzów: 52 Sędzia główny: Daria Abrosimowa Agnese Kārkliņa Sędziowie liniowi: Magdaléna Čerhitová Wang Hui |
| Godzina: 12:00 | 6 min. kar         |                 | 4 min. kar | Widzów: 52 Sędzia główny: Daria Abrosimowa Agnese Kārkliņa Sędziowie liniowi: Magdaléna Čerhitová Wang Hui |

| 14 listopada 2021 | Szwecja | 3:2 | Francja | Coop Norrbotten Arena, Luleå |

| Szczegóły      | Szczegóły                                                                  | Szczegóły       | Szczegóły                                  | Szczegóły                                                                                               |
| -------------- | -------------------------------------------------------------------------- | --------------- | ------------------------------------------ | --- |
| Godzina: 19:00 | M. Löwenhielm (EQ) 12:30 S. Hjalmarsson (EQ) 23:28 L. Ljungblom (EQ) 41:58 | (1:0, 1:1, 1:1) | 27:17 (EQ) C. Rozier 55:43 (EQ) L. Villiot | Widzów: 1149 Sędzia główny: Kelly Cooke Anniina Nurmi Sędziowie liniowi: Kendall Hanley Jenni Heikkinen |
| Godzina: 19:00 | 2 min. kar                                                                 |                 | 13 min. kar                                | Widzów: 1149 Sędzia główny: Kelly Cooke Anniina Nurmi Sędziowie liniowi: Kendall Hanley Jenni Heikkinen |